# Elatostema ramosum
Elatostema ramosum är en nässelväxtart som beskrevs av Wen Tsai Wang. Elatostema ramosum ingår i släktet Elatostema och familjen nässelväxter. Inga underarter finns listade i Catalogue of Life.